# Hardy (Nebraska)
Hardy és una població dels Estats Units a l'estat de Nebraska. Segons el cens del 2000 tenia 179 habitants.

## Demografia
Segons el cens del 2000, Hardy tenia 179 habitants, 68 habitatges, i 46 famílies. La densitat de població era de 113,3 habitants per km².
Dels 68 habitatges en un 32,4% hi vivien nens de menys de 18 anys, en un 55,9% hi vivien parelles casades, en un 5,9% dones solteres, i en un 30,9% no eren unitats familiars. En el 26,5% dels habitatges hi vivien persones soles el 16,2% de les quals corresponia a persones de 65 anys o més que vivien soles. El nombre mitjà de persones vivint en cada habitatge era de 2,63 i el nombre mitjà de persones que vivien en cada família era de 3,17.
Per edats la població es repartia de la següent manera: un 32,4% tenia menys de 18 anys, un 8,4% entre 18 i 24, un 19,6% entre 25 i 44, un 26,3% de 45 a 60 i un 13,4% 65 anys o més.
L'edat mediana era de 36 anys. Per cada 100 dones de 18 o més anys hi havia 112,3 homes.
La renda mediana per habitatge era de 28.750 $ i la renda mediana per família de 31.250 $. Els homes tenien una renda mediana de 16.250 $ mentre que les dones 15.500 $. La renda per capita de la població era de 13.539 $. Aproximadament el 17% de les famílies i el 18,4% de la població estaven per davall del llindar de pobresa.

## Poblacions més properes
El següent diagrama mostra les poblacions més properes.